# チャンパーノウン定数

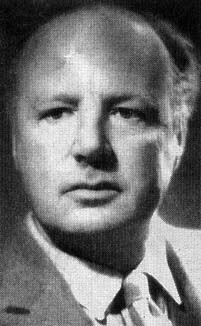
デヴィッド・チャンパーノウン

チャンパーノウン定数（チャンパーノウンていすう、英: Champernowne constant）は、数学定数の一つで、0 と小数点のあとに自然数を 1 から小さい順に並べた十進小数表示をもつ実数
C10 = 0.1234567891011121314151617…（オンライン整数列大辞典の数列 A033307）
である。名前の由来のデヴィッド・チャンパーノウン は、この数が十進正規数であることを示した経済学者である。

## 数学的性質
この定数 C10 は単純な形で定められるにもかかわらず無理数であり、超越数でもある。C10 は
{\displaystyle \textstyle \sum \limits _{n=1}^{\infty }{\dfrac {\sum \limits _{k=10^{n-1}}^{10^{n}-1}k\times 10^{-n\{k-(10^{n-1}-1)\}}}{10^{\sum \limits _{k=0}^{n-1}k\times 9\cdot 10^{k-1}}}}}
と表すこともできる。また、この数の連分数表示は
[0; 8, 9, 1, 149083, 1, 1, 1, 4, 1, 1, 1, 3, 4, 1, 1, 1, 15, K, …]（オンライン整数列大辞典の数列 A030167）
と書ける。ここで19番目の数 K は166桁の数
4 57540 11139 10310 76483 64662 82429 56118 59960 39397 10457 55500 06620 04393 09026 26592 56314 93795 32077 47128 65631 38641 20937 55035 52094 60718 30899 84575 80146 98631 48833 59214 17830 10987
である。連分数表示においてこのような大きい数が現れるということはこの連分数を数値計算する際に大きな負荷がかかることになるが、一方でこの19番目の数 K を付け加えた際に近似精度が大きく向上することにもなる。実際、
C10 − [0; 8, 9, 1, 149083, 1, 1, 1, 4, 1, 1, 1, 3, 4, 1, 1, 1, 15] ≈ −9 ×10−190
C10 − [0; 8, 9, 1, 149083, 1, 1, 1, 4, 1, 1, 1, 3, 4, 1, 1, 1, 15, K] ≈ 3 ×10−356
となり、K を含めることによって近似精度が 166桁分向上することになる。
1111111111/9000000000 = 0.123456790111… や 10/81 = 0.12345679… はチャンパーノウン定数に比較的近い（下線部は循環節）。実際 10/81 は主近似分数の一つ [0; 8, 9, 1] である。
1933年、チャンパーノウンはこの数が十進正規数であることを示した。他の基数に関して正規か否かは分かっていない。
0.4938271564044485256606… は、一見すると何の変哲もない無理数のようだが、これは実際のところチャンパーノウン定数を4倍して得られる数である。このように、規則性があるこの数に乗法や累乗などの演算をほどこすとその規則性が消えて（見えなくなって）しまう。

## 類似の数
- 他の進法で同様の数を考えることができる。例えば、二進法に関するチャンパーノウン定数 C2 は 0.11011100101110111…(2)（A030190）であり、十進法で表記すると 0.86224012586805457… (A066716) である。この数は二進正規数である。一般に、r 進法に関するチャンパーノウン定数 Cr は、基数 r に関して正規である。

一般に m ≥ 2 である任意の整数 m について、m進チャンパーノウン定数は以下の式で表せる。
{\displaystyle C_{m}=\textstyle \sum \limits _{n=1}^{\infty }{\frac {n}{m^{n+\sum \limits _{k=1}^{n-1}\left\lfloor \log _{m}(k+1)\right\rfloor }}}}
なお、空和は 0 と定義する。
- コープランド–エルデシュ定数は 0. の後に素数を小さい方から順に並べた表示をもつ数である。
- リウヴィル数は、歴史上最初に超越数であることが示された数で、小数第 n ! 位が 1、その他は 0 という小数表示を持つ数である。